# Autorità europea del lavoro
L'Autorità europea del lavoro è un'agenzia dell'Unione europea che è stata istituita dal regolamento del Consiglio e del Parlamento del 13 giugno 2019 ed è operativa dal 16 ottobre 2019. L'Autorità ha lo scopo di migliorare la cooperazione transfrontaliera, contribuire a garantire un'equa mobilità nell'Unione europea e fornire assistenza nel coordinamento dei sistemi di sicurezza sociale. Lo stesso giorno Bratislava (Slovacchia) è stata scelta come sede della nuova agenzia.

## Funzioni dell'Autorità
Le principali funzioni attribuite all'Autorità sono:
- agevolare l'accesso alle informazioni sui diritti e gli obblighi concernenti la mobilità dei lavoratori nell'Unione e ai servizi pertinenti;
- facilitare e rafforzare il coordinamento tra gli Stati membri ai fini dell'applicazione della normativa sul lavoro dell'Unione, inclusa l'agevolazione di ispezioni concertate e congiunte;
- sostenere la cooperazione tra gli Stati membri nella lotta al lavoro non dichiarato;
- mediare e facilitare soluzioni nei casi di controversie transfrontaliere tra Stati membri.

## Struttura dell'Autorità
L'Autorità, una volta a pieno regime, disporrà di un personale di circa 140 funzionari, di cui alcuni distaccati dagli stati membri e incaricati come ufficiali di collegamento nazionali. Sarà guidata da un Comitato direttivo, con rappresentanti della Commissione europea e di tutti gli stati membri; a capo dell'agenzia sarà posto un direttore esecutivo. Comprenderà un gruppo di stakeholder che fornirà supporto professionale e avrà un ruolo consultivo. Il bilancio annuale previsto dell'agenzia dovrà essere di circa 50 milioni di euro.

## Storia
Il presidente della Commissione europea Jean-Claude Juncker ha annunciato per la prima volta l'idea di un'Autorità europea del lavoro nel suo discorso sullo stato dell'Unione del 13 settembre 2017. La Commissione ha presentato la sua proposta relativa alla sua istituzione il 13 marzo 2018. La posizione del Consiglio al riguardo è stata adottata il 6 dicembre 2018, mentre un accordo provvisorio tra Parlamento e presidenza del Consiglio è stato raggiunto il 14 febbraio 2019. Il Parlamento europeo ha votato a favore dell'accordo il 16 aprile 2019; il Consiglio ha adottato formalmente il regolamento istitutivo il 13 giugno seguente. La nuova Autorità garantirà che tutte le norme dell'UE in materia di mobilità dei lavoratori siano applicate in modo equo, semplice ed efficace. Dopo l'adozione del regolamento istitutivo, l'Autorità avvierà le sue attività nell'ottobre 2019 e diventerà pienamente operativa entro il 2024. La presentazione della composizione del consiglio di amministrazione e del programma di lavoro è prevista per il 16 ottobre 2019.
La scelta della sede dell'autorità è stata effettuata dai rappresentanti dei governi degli Stati membri lo stesso 13 giugno 2019, in base a una procedura e a criteri approvati dagli stessi Stati membri tra il 6 e il 13 marzo 2019. Nel quadro di tale procedura gli Stati membri interessati a ospitare l'Autorità dovevano candidarsi entro il 6 maggio 2019, indicando nel dettaglio le caratteristiche della sede proposta che soddisfacessero i criteri richiesti. La commissione ha fornito la sua valutazione sulle quattro candidate (Sofia, Nicosia, Riga e Bratislava) il 29 maggio 2019; la scelta è stata presa dal Consiglio dell'Unione europea a seguito di una valutazione politica e di una votazione che ha visto prevalere la capitale slovacca con 15 voti su 28.